# Reach for the Sky (película)
Reach for the Sky es una película británica dirigida por Lewis Gilbert, en el año 1956. Protagonizada por Kenneth More, ganó el premio BAFTA a la mejor película británica de 1956.

## Argumento
La historia narra la vida del piloto de la Royal Air Force británica: Douglas Bader (1910-1982), quien, a pesar de la amputación de ambas piernas es una leyenda de vuelo durante la Segunda Guerra Mundial.